# Albino (filosofo)
Albino (in greco antico: Ἀλβίνος?, Albínos; Smirne, II secolo d.C. – ...) è stato un filosofo greco antico.

## Biografia
Albino fu esponente del Medioplatonismo; vissuto a Smirne nel II secolo d.C., fu contemporaneo di Galeno e suo maestro nel periodo compreso tra il 149 e il 157 

## Opere
Sappiamo che Albino aveva scritto un breve trattato didattico Ἐισαγωγή εἰς τοὺς Πλάτωνος Διαλόγους (Introduzione ai dialoghi di Platone). Nell'opera, dopo aver spiegato la natura letteraria del dialogo, paragonandolo a un dramma, l'autore suddivide i dialoghi di Platone in quattro gruppi (λογικούς, ἐλεγκτικούς, φυσικούς, ἠθικούς) e cita un'altra suddivisione in Tetralogie in funzione del loro contenuto. Albino afferma che i dialoghi Alcibiade primo, Fedone, La Repubblica e Timeo vanno letti in sequenza.
A lui è attribuito, anche se nei manoscritti va sotto il nome di Alcinoo, un Manuale a noi pervenuto, in 36 capitoli.
Discepolo del filosofo Gaio, platonico del II secolo d.C., ne seguì la sua concezione del platonismo, soprattutto teorizzando quale suprema virtù la ὁμοίωσις θεῷ (l'assimilazione alla divinità) intesa come culmine dell'ascesa del filosofo verso il mondo delle idee. Tali idee vennero da lui espressi nei 9 libri (perduti) tratti dalle lezioni del maestro Gaio e pubblicati come Schizzi della dottrina di Platone.